# Хорхе Масвідаль
Хорхе Масвідаль (англ. Jorge Masvidal; нар. 12 листопада 1984, Маямі) — американський боєць змішаного стилю, представник легкої і напівсередньої вагових категорій. Виступає на професійному рівні починаючи з 2003 року, відомий по участі в турнірах таких бійцівських організацій як UFC, Bellator, Strikeforce, World Victory Road та ін.

## Біографія
Хорхе Масвідаль народився 12 листопада 1984 року в місті Маямі, штат Флорида, його батько має кубинське походження, а мати — перуанське. Завжди любив битися і вже з чотирнадцяти років регулярно брав участь у вуличних бійках, на YouTube є безліч аматорських записів його боїв, в тому числі є запис перемоги над якимось Реєм, протеже знаменитого Кімбо Слайса. Під час навчання в старшій школі Хорхе серйозно займався боротьбою, але внаслідок свого способу життя навчання так і не закінчив, вирішивши стати професійним бійцем.

### Початок професійної кар'єри
Дебютував у змішаних єдиноборствах на професійному рівні в травні 2003 року, відправивши свого суперника в нокаут у першому ж раунді. Починав бійцівську кар'єру в Форт-Лодердейлі в місцевому невеликому промоушені Absolute Fighting Championship, де отримав в загальній складності сім перемог і завоював вакантний титул чемпіона в напівсередній ваговій категорії. Першої в кар'єрі поразки зазнав у квітні 2005 року — одноголосним рішенням суддів від бразильця Рафаеля Асунсана.
В період 2006-2007 років виграв три поєдинки в організації BodogFIGHT. У 2008 році досить успішно бився в Японії в досить великому промоушені World Victory Road, де програв бразильцю Родрігу Дамму, але потім в резервних боях гран-прі легкої ваги переміг Раяна Шульца і Пан Тхе Хена.

### Bellator
У 2009 році Масвідаль приєднався до новоствореної американської організації Bellator і успішно виступив на першому її турнірі. Брав участь у розіграші першого гран-прі Bellator у легкій вазі, але зумів дійти тут тільки до стадії півфіналів — у поєдинку з Тобі Імадою попався в зворотний «трикутник» і, не бажаючи здаватися, втратив свідомість, у результаті чого була зафіксована технічна здача. Згодом порталами Sherdog і MMA Junkie цей больовий прийом був визнаний кращим прийомом року.

### Strikeforce
Ще з 2007 року Масвідаль періодично виступав на турнірах Strikeforce, в 2011 році він почав співпрацювати з цією організацією більш активно і незабаром отримав право оскаржити титул чемпіона в легкій вазі, який на той момент належав Гілберту Мелендесу. Чемпіонське протистояння між ними тривало усі відведені п'ять раундів, у підсумку судді одноголосно віддали перемогу Мелендесу, зберігши за ним чемпіонський пояс.
Продовжуючи виступати в Strikeforce, в 2012 році роздільним рішенням переміг Джастіна Уїлкокса, після чого йому в суперники пропонували Боббі Гріна і Пет Хілі — ці бої в підсумку так і не відбулися, оскільки сама організація припинила своє існування, а всі найсильніші бійці перейшли звідти в більш великий промоушен Ultimate Fighting Championship.

### Ultimate Fighting Championship
Хорхе Масвідаль перебував на ексклюзивному контракті UFC протягом кількох наступних років, зустрічаючись тут з найсильнішими бійцями світу легкої і напівсередньої вагових категорій. Так, в 2013 році він вийшов у октагон проти росіянина Рустама Хабілова і, хоч і програв йому одноголосним рішенням, заробив бонус за кращий бій вечора.
У липні 2015 року відправив у нокаут бразильця Сезара Феррейру та був нагороджений призом за найкращий виступ вечора.
Ще один бонус за найкращий виступ вечора отримав у січні 2017 року в поєдинку з Дональдом Серроне, що завершився технічним нокаутом у другому раунді. Тим не менш, решту року провів не дуже вдало, пішли поразки рішеннями від Деміана Майї і Стівена Томпсона.
16 березня 2019 року на турнірі UFC Fight Night: Till vs. Masvidal в Лондоні Масвідаль зустрівся з Дарреном Тіллем, молодим топовим проспектом напівсередньої ваги UFC, який на момент бою мав 17 перемог і лише одну поразку здачею від чемпіона Тайрона Вудлі в бою за титул. Тілл вважався фаворитом у цьому бою, однак, у другому раунді бою Масвідаль на стрибку завдав потужний бічний удар рукою в голову Тілла, тим самим відправивши того в глибокий нокаут і здобувши перемогу над британцем на очах шокованих співвітчизників. Для Тілла це була перша поразка нокаутом за всю кар'єру. Таким яскравим поверненням Масвідаль знову привернув до себе увагу світу MMA.
Наступний бій Масвідаля відбувся 6 липня 2019 року на турнірі UFC 239, де його суперником став непереможений американський боєць Бен Аскрен. На момент бою професійний рекорд Аскрена складався з 19 перемог і жодної поразки. Багато аналітиків вважали Аскрена безумовним фаворитом в цьому бою ще й з тієї причини, що Аскрен є першокласним борцем і кожен з його боїв проходив переважно на землі, в той час як Масвідаль в даному аспекті значно поступається своєму опонентові. Майбутнє протистояння також загострювалося особистою неприязню між бійцями, в рамках якої Аскрен часто висміював бійцівські навички Масвідаля, ставлячи під сумнів здатність останнього протистояти його навичкам боротьби, а Масвідаль у свою чергу, обіцяв жорстоко розправитися з Аскреном в октагоні. Так чи інакше, вже в перші секунди бою Масвідаль стрімко побіг на свого суперника і завдав Аскрену нищівний удар коліном у стрибку в голову, тим самим відправивши його в глибокий нокаут. Масвідаль добив в обличчя тіло Аскрена і здобув перемогу нокаутом за 5 секунд першого раунду, тим самим встановивши новий рекорд як найшвидший нокаут в історії UFC. Для Бена Аскрена це стало найпершою і гіркою поразкою за всю кар'єру, в той час як Масвідаль знову повернувся на топові позиції рейтингу бійців напівсереднього дивізіону.
Після перемоги Нейта Діаза, над Ентоні Петтісом, в рамках турніру UFC 241, Нейт оголосив, що тільки що провів захист титулу "Baddest Mother Fucker" який сам і придумав. Відразу ж після цього, Нейт викликав на наступний поєдинок Хорхе Масвідаля, позитивно оцінив його поєдинок з Беном Аскреном і назвав його "справжнім гангстером". За словами Нейта, Хорхе один з небагатьох, з ким йому було б цікаво битися.
Навколо цієї заяви піднявся великий ажіотаж і Дейна Вайт оголосив, що планує організувати цей бій, а нагородою переможцю в ньому стане новий пояс BMF.("Пояс самого небезпечного ублюдка у грі"). Хорхе, що дружив з Дуейном "Скелею" Джонсоном, попросив актора вручити переможцю бою заснований пояс. 
Цей бій став головною подією UFC 244. У перерві між третім і четвертим раундом, після розсічення яке завдав Хорхе Нейту, бій був зупинений за рішенням лікаря. Масвідаль став володарем пояса "Baddest Mother Fucker".

## Статистика в професійному ММА
| Професійна кар'єра бійця |            |            |
| Боїв 48                  | Перемог 35 | Поразок 13 |
| Нокаут                   | 16         | 1          |
| Здача                    | 2          | 2          |
| Рішення суддів           | 17         | 10         |

| Результат | Рекорд | Суперник            | Спосіб                               | Турнір                                  | Дата              | Раунд | Час   | Місце                | Примітки                                                         |
| --------- | ------ | ------------------- | ------------------------------------ | --------------------------------------- | ----------------- | ----- | ----- | -------------------- | ---------------------------------------------------------------- |
| Перемога  | 35-13  | Нейт Діас           | TKO (зупинка лікарем)                | UFC 244                                 | 2 листопада 2019  | 3     | 5: 00 | Нью-Йорк, США        | Виграв введений пояс BMF.                                        |
| Перемога  | 34-13  | Бен Аскрен          | Нокаут (удар коліном в стрибку)      | UFC 239                                 | 6 липня 2019      | 1     | 0: 05 | Лас-Вегас, США       | Найшвидший нокаут в історії UFC. Виступ вечора.                  |
| Перемога  | 33-13  | Даррен Тілл         | KO (удар рукою)                      | UFC Fight Night: Till vs. Masvidal      | 16 березня 2019   | 2     | 3: 05 | Лондон, Англія       | Виступ вечора. Бій вечора.                                       |
| Поразка   | 32-13  | Стівен Томпсон      | Одностайне рішення                   | UFC 217                                 | 4 листопада 2017  | 3     | 5: 00 | Нью-Йорк, США        |                                                                  |
| Поразка   | 32-12  | Деміан Майя         | Роздільне рішення                    | UFC 211                                 | 13 травня 2017    | 3     | 5: 00 | Даллас, США          |                                                                  |
| Перемога  | 32-11  | Дональд Серроне     | TKO (удари руками)                   | UFC on Fox: Shevchenko vs. Peña         | 28 січня 2017     | 2     | 1: 00 | Денвер, США          | Виступ вечора.                                                   |
| Перемога  | 31-11  | Джейк Елленбергер   | TKO (удари руками)                   | The Ultimate Fighter 24 Finale          | 3 грудня 2016     | 1     | 4: 05 | Лас-Вегас, США       |                                                                  |
| Перемога  | 30-11  | Росс Пірсон         | Одностайне рішення                   | UFC 201                                 | 30 липня 2016     | 3     | 5: 00 | Атланта, США         |                                                                  |
| Поразка   | 29-11  | Лорензі Ларкін      | Роздільне рішення                    | UFC Fight Night: Almeida vs. Garbrandt  | 29 травня 2016    | 3     | 5: 00 | Лас-Вегас, США       |                                                                  |
| Поразка   | 29-10  | Бенсон Хендерсон    | Роздільне рішення                    | UFC Fight Night: Henderson vs. Masvidal | 28 листопада 2015 | 5     | 5: 00 | Сеул, Південна Корея |                                                                  |
| Перемога  | 29-9   | Сезар Феррейра      | KO (удари руками)                    | The Ultimate Fighter 21 Finale          | 12 липня 2015     | 1     | 4:22  | Лас-Вегас, США       | Повернувся в напівсередню вагу. Виступ вечора.                   |
| Поразка   | 28-9   | Ел Яквінта          | роздільне рішення                    | UFC Fight Night: Mendes vs. Lamas       | 4 квітня 2015     | 3     | 5:00  | Ферфакс, США         |                                                                  |
| Перемога  | 28-8   | Джеймс Краузе       | одностайне рішення                   | UFC 178                                 | 27 вересня 2014   | 3     | 5:00  | Лас-Вегас, США       |                                                                  |
| Перемога  | 27-8   | Дарон Крюйкшенк     | одностайне рішення                   | UFC on Fox: Lawler vs. Brown            | 26 липня 2014     | 3     | 5:00  | Сан-Хосе, США        |                                                                  |
| Перемога  | 26-8   | Пет Хілі            | одностайне рішення                   | UFC on Fox: Werdum vs. Browne           | 19 квітня 2014    | 3     | 5:00  | Орландо, США         |                                                                  |
| Поразка   | 25-8   | Рустам Хабілов      | одностайне рішення                   | UFC: Fight for the Troops 3             | 6 листопада 2013  | 3     | 5:00  | Форт-Кемпбелл, США   | Бій вечора.                                                      |
| Перемога  | 25-7   | Майкл К'єза         | Здача (удушення Д'Арсі)              | UFC on Fox: Johnson vs. Moraga          | 27 липня 2013     | 2     | 4:59  | Сіетл, США           |                                                                  |
| Перемога  | 24-7   | Тім Мінс            | одностайне рішення                   | UFC on Fox: Henderson vs. Melendez      | 20 квітня 2013    | 3     | 5:00  | Сан-Хосе, США        |                                                                  |
| Перемога  | 23-7   | Джастін Вілкокс     | роздільне рішення                    | Strikeforce: Rockhold vs. Kennedy       | 14 липня 2012     | 3     | 5:00  | Портленд, США        |                                                                  |
| Поразка   | 22-7   | Гілберт Мелендес    | одностайне рішення                   | Strikeforce: Melendez vs. Masvidal      | 17 грудня 2011    | 5     | 5:00  | Сан-Дієго, США       | Бій за титул чемпіона Strikeforce в легкій вазі.                 |
| Перемога  | 22-6   | Кей Джей Нунс       | одностайне рішення                   | Strikeforce: Overeem vs. Werdum         | 18 червня 2011    | 3     | 5:00  | Даллас, США          | Претендентський бій на титул чемпіона Strikeforce в легкій вазі. |
| Перемога  | 21-6   | Біллі Еванжеліста   | одностайне рішення                   | Strikeforce: Feijao vs. Henderson       | 5 березня 2011    | 3     | 5:00  | Колумбус, США        |                                                                  |
| Поразка   | 20-6   | Пол Дейлі           | одностайне рішення                   | Shark Fights 13: Jardine vs Prangley    | 11 вересня 2010   | 3     | 5:00  | Амарілло, США        | Бій в напівсередній вазі; Дейлі провалив зважування (78 кг).     |
| Перемога  | 20-5   | Наоюкі Котана       | роздільне рішення                    | ASTRA                                   | 25 квітня 2010    | 3     | 5:00  | Токіо, Японія        |                                                                  |
| Поразка   | 19-5   | Луїс Паломіно       | роздільне рішення                    | G-Force Fights 3                        | 2 квітня 2010     | 3     | 5:00  | Маямі, США           |                                                                  |
| Перемога  | 19-4   | Сатору Кітаока      | KO (удари руками)                    | World Victory Road Presents: Sengoku 11 | 7 листопада 2009  | 2     | 3:03  | Токіо, Японія        |                                                                  |
| Перемога  | 18-4   | Ерік Рейнольдс      | Здача (удушення ззаду)               | Bellator 12                             | 19 червня 2009    | 3     | 3:33  | Холлівуд, США        | Бій в проміжній вазі 72,6 кг.                                    |
| Поразка   | 17-4   | Тобі Імада          | Технічна здача (зворотний трикутник) | Bellator 5                              | 1 травня 2009     | 3     | 3:22  | Дейтон, США          | Півфінал гран-прі 1 сезону Bellator в легкій вазі.               |
| Перемога  | 17-3   | Нік Агаллар         | TKO (удари руками)                   | Bellator 1                              | 3 квітня 2009     | 1     | 1:19  | Холлівуд, США        | Чвертьфінал гран-прі 1 сезону Bellator в легкій вазі.            |
| Перемога  | 16-3   | Пан Тхе Хен         | одностайне рішення                   | World Victory Road Presents: Sengoku 6  | 1 листопада 2008  | 3     | 5:00  | Сайтама, Японія      | Резервний бій гран-прі Sengoku в легкій вазі.                    |
| Перемога  | 15-3   | Раян Шульц          | TKO (удари руками)                   | World Victory Road Presents: Sengoku 5  | 28 вересня 2008   | 1     | 1:57  | Токіо, Японія        | Резервний бій гран-прі Sengoku в легкій вазі.                    |
| Поразка   | 14-3   | Родрігу Дамм        | TKO (удар рукою)                     | World Victory Road Presents: Sengoku 3  | 8 червня 2008     | 2     | 4:38  | Сайтама, Японія      | Повернувся в легку вагу.                                         |
| Перемога  | 14-2   | Раян Хілі           | одностайне рішення                   | Strikeforce: At The Dome                | 23 лютого 2008    | 3     | 5:00  | Такома, США          | Бій в проміжній вазі 72,6 кг.                                    |
| Перемога  | 13-2   | Брент Роуз          | TKO (удари руками)                   | Crazy Horse Fights                      | 11 грудня 2007    | 1     | 0:56  | Форт-Лодердейл, США  |                                                                  |
| Перемога  | 12-2   | Метт Лі             | TKO (удари руками)                   | Strikeforce: Playboy Mansion            | 29 вересня 2007   | 1     | 1:33  | Беверлі-Хіллз, США   | Бій в проміжній вазі 72,6 кг.                                    |
| Перемога  | 11-2   | Івс Едвардс         | KO (ногою в голову)                  | BodogFIGHT: Alvarez vs. Lee             | 14 липня 2007     | 2     | 2:59  | Трентон, США         | Бій в легкій вазі.                                               |
| Перемога  | 10-2   | Стів Бергер         | одностайне рішення                   | BodogFIGHT: St. Petersburg              | 15 грудня 2006    | 3     | 5:00  | Санкт-Петербург      |                                                                  |
| Перемога  | 9-2    | Кіт Вишневський     | рішення більшості                    | BodogFIGHT: To the Brink of War         | 22 серпня 2006    | 3     | 5:00  | Сан-Хосе, Коста-Рика |                                                                  |
| Перемога  | 8-2    | Нурі Шакір          | одностайне рішення                   | Absolute Fighting Championship 17       | 24 червня 2006    | 3     | 5:00  | Форт-Лодердейл, США  | Виграв вакантний титул чемпіона AFC в напівсередній вазі.        |
| Перемога  | 7-2    | Девід Гарднер       | TKO (удари руками)                   | Absolute Fighting Championship 15       | 18 лютого 2006    | 2     | 0:14  | Форт-Лодердейл, США  | Повернувся в напівсередню вагу.                                  |
| Поразка   | 6-2    | Пол Родрігес        | Здача (удушення ззаду)               | Absolute Fighting Championship 13       | 30 липня 2005     | 1     | 2:27  | Форт-Лодердейл, США  |                                                                  |
| Перемога  | 6-1    | Джо Лозон           | TKO (удари руками)                   | Absolute Fighting Championship 12       | 30 квітня 2005    | 2     | 3:57  | Форт-Лодердейл, США  |                                                                  |
| Поразка   | 5-1    | Рафаел Асунсан      | одностайне рішення                   | Full Throttle 1                         | 21 квітня 2005    | 3     | 5:00  | Далут, США           |                                                                  |
| Перемога  | 5-0    | Джастін Вишневський | рішення більшості                    | Absolute Fighting Championship 8        | 1 травня 2004     | 2     | 5:00  | Форт-Лодердейл, США  | Дебют в легкій вазі.                                             |
| Перемога  | 4-0    | Джуліан Ортега      | одностайне рішення                   | Absolute Fighting Championship 6        | 3 грудня 2003     | 2     | 5:00  | Форт-Лодердейл, США  |                                                                  |
| Перемога  | 3-0    | Роландо Дельгадо    | TKO (удари руками)                   | Absolute Fighting Championship 5        | 5 вересня 2003    | 2     | 2:14  | Форт-Лодердейл, США  |                                                                  |
| Перемога  | 2-0    | Браян Герафті       | одностайне рішення                   | Absolute Fighting Championship 4        | 19 липня 2003     | 2     | 5:00  | Форт-Лодердейл, США  |                                                                  |
| Перемога  | 1-0    | Брендон Бледсо      | KO (удари руками)                    | Absolute Fighting Championship 3        | 24 травня 2003    | 1     | 3:55  | Форт-Лодердейл, США  |                                                                  |